# Fermín Valdés Domínguez
Fermín Valdés-Domínguez Quintanó (La Habana, Cuba, 10 de julio de 1852 - La Habana, 13 de junio de 1910) fue un médico y patriota cubano.

## Biografía
Cursó la primera enseñanza y el bachillerato en La Habana. Fue condiscípulo de José Martí en el colegio San Anacleto y más tarde como alumno de Rafael María de Mendive. En 1869 fundó el periódico El Diablo Cojuelo. Ingresó en la Universidad de La Habana como estudiante de medicina. 
En 1870 fue procesado por infidencia, junto con José Martí, y condenado a seis meses de arresto. En 1871, detenido con otros estudiantes de medicina, ocho de los cuales sufrieron la pena de muerte, fue condenado a seis años de prisión.
En 1874 visitó Francia. Se trasladó a España, donde continuó sus estudios universitarios. Una vez concluida su carrera, regresó a Cuba. Aquí dirigió El Cubano y colaboró en El Triunfo, El País y otras publicaciones.

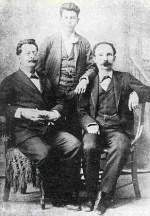
Fermín Valdés Domínguez (izquierda), junto a Panchito Gómez Toro (centro) y José Martí (derecha).

En su casa organizó tertulias a las que asistía Martí. Trasladado a Oriente, se dedicó al estudio de la fiebre amarilla y de la flora y la fauna de la región de Baracoa. 
En 1892 va a Venezuela como representante del Partido Revolucionario Cubano y más tarde a Nueva York para establecer contacto con Martí, quien lo envía a La Florida para desarrollar una campaña en favor de la revolución. 
Colaboró en Patria. Trabajó como médico en Cayo Hueso hasta el estallido de la guerra en 1895. Ese año llega a Cuba en la expedición de Carlos Roloff. En Las Villas organizó el cuerpo de sanidad militar. Asistió a la Asamblea de Jimaguayú como representante por Camagüey. 
Fue subsecretario de relaciones exteriores en el ejecutivo de la República en Armas y ocupó la jefatura de despacho del general Máximo Gómez. Alcanzó el grado de Coronel del ejército libertador. Colaboró en Patria y Libertad, La Reforma y El Fígaro. Es autor de un discurso sobre Enfermedades de origen bacteriano. 
Fue partidario de las ideas socialistas. Integró la Junta Patriótica de La Habana, fundada el 10 de octubre de 1907 para oponerse a la corriente anexionista que durante la segunda intervención militar norteamericana pretendió convertir a Cuba en un protectorado de Estados Unidos. Durante la República no ocupó cargos públicos.

## Honores
Perteneció a la sociedad de Estudios Clínicos.
Perteneció a la Institución